# Ферроникель
Ферроникель — сплав железа и никеля (ферросплав), получаемый, главным образом, при восстановительной электроплавке окисленных никелевых руд и используемый для легирования стали и сплавов.

## Состав
На международном рынке состав ферроникеля должен соответствовать стандарту ISO 6501:1988 (Ферроникель. Технические условия и требования к поставке). Стандарт предусматривает 5 марок с 20, 30, 40, 50 и 70 % никеля, в каждой марке 5 групп, требования к каждой из групп показаны в таблице (согласно).
| Марка ферроникеля                            | C     | C     | Si    | P     | S     | Cu    | Cr    |
| -------------------------------------------- | ----- | ----- | ----- | ----- | ----- | ----- | ----- |
| Марка ферроникеля                            | более | до    | менее | менее | менее | менее | менее |
| LC — низкоуглеродистый (little carbon)       | -     | 0,030 | 0,20  | 0,030 | 0,030 | 0,20  | 0,10  |
| LCLP — низкоуглеродистый и низкофосфористый  | -     | 0,030 | 0,20  | 0,020 | 0,030 | 0,20  | 0,10  |
| MC — среднеуглеродистый                      | 0,030 | 1,0   | 1,0   | 0,030 | 0,10  | 0,20  | 0,50  |
| MCLP — среднеуглеродистый и низкофосфористый | 0,030 | 1,0   | 1,0   | 0,020 | 0,10  | 0,20  | 0,50  |
| HC — высокоуглеродистый                      | 1,00  | 2,5   | 4,0   | 0,030 | 0,40  | 0,20  | 2,0   |

В зависимости от производителя и требований заказчика, может контролироваться содержание в сплаве Mn, Al, Ti, Ca.
Содержание никеля в сплаве может быть и существенно ниже 20 %, что, в частности, определяется составом сырья. Так, в России перерабатываются в основном бедные руды (до ~1,5 % Ni), тогда как за рубежом часто содержание никеля в руде выше — до ~2,2 %. На Побужском никелевом заводе (Украина), по данным, ферроникель некоторых выпускаемых марок содержит от 3,5 до 12 % суммы никеля и кобальта.

## Получение
Получение ферроникеля — один из основных вариантов переработки окисленных никелевых руд. Технологическая схема переработки окисленной никелевой руды на ферроникель обычно включает в себя следующие стадии:
- подготовка руды (усреднение, дробление и грохочение, сушка, окускование);
- восстановительный обжиг, с глубоким восстановлением никеля и кобальта и восстановлением железа на 40-60 %. Обжиг ведут в трубчатых вращающихся печах;
- плавка огарка в электропечах, с получением чернового ферроникеля. Такой сплав содержит значительные количества примесей — углерода, кремния, серы, фосфора, хрома, вследствие чего не может быть использован при производстве стали;
- рафинирование ферроникеля.

Среди других методов получения ферроникеля из окисленных никелевых руд (некоторые из которых уже не применяются, а другие были лишь опробованы и пока не нашли применения) можно отметить (по) кричный процесс, шахтную плавку на ферроникель, доменную плавку на ферроникель, плавку в агрегате с погруженным факелом, получение ферроникеля из штейна и необычные варианты электроплавки (двухстадийная плавка с ферросилицием в качестве восстановителя, электроплавка в печи со вспененной ванной).

### Электроплавка
Выплавку чернового сплава ведут обычно в круглых руднотермических электропечах с самоспекающимися электродами, мощность печей 20-100 МВА, расход электроэнергии до 810 кВт*ч на тонну сухой руды, удельный проплав 3,5-14 т/(м2·сут). В настоящее время при проектировании новых заводов и совершенствовании старых технологий часто предполагается использование электропечей постоянного тока, достоинства которых — возможность переработки тонких и пылевидных материалов, сниженные потери металлов, повышенное извлечение их в сплав.

### Рафинирование
Рафинирование чернового ферроникеля, по одной из схем, включает в себя десульфурацию расплавленной содой в ковше и двухстадийное конвертирование в вертикальных кислородных конвертерах. Шлаки, образующиеся в начальный период конвертирования бедного ферроникеля, содержат много оксида кремния, поэтому первую стадию рафинирования проводят в конвертерах с кислой футеровкой (динасовый кирпич), стойкой к таким шлакам. Вторую стадию конвертирования, с удалением остатков хрома, углерода, серы и фосфора, осуществляют в конвертерах с основной футеровкой (магнезито-хромитовый кирпич).
Товарный ферроникель гранулируют или разливают в изложницы.
Вторая весьма распространённая схема рафинирования ферроникеля — рафинирование в ковшевых печах (ASEA-SKF). Этот процесс пришёл в цветную металлургию из чёрной, где предназначался для рафинирования стали. Используются ковшевые стенды со съёмным сводом с тремя графитовыми электродами для подогрева расплава. На первой стадии ферроникель из печи сливается в ковш, добавляется CaO-содержащий флюс, расплав подогревается и продувается CO2 (для перемешивания) либо кислородным дутьём, происходит удаление фосфора. Фосфористый шлак скачивают, ковш подают на второй стенд подогрева — для десульфурации. В расплав подают раскислитель (например, ферросилиций), затем — негашёную известь и флюорит. Металл подогревают и перемешивают подачей CO2 для удаления растворённого азота. Шлак десульфурации скачивают, в ковш вводят последнюю порцию извести и разогревают сплав до температуры розлива.
Возможно производство ферроникеля из разнообразного вторичного сырья — отработанных железо-никелевых аккумуляторов, отходов легированных сталей и т. п..

## Применение
Никель — один из основных элементов, улучшающих свойства стали; добавка никеля повышает её прочность, вязкость и пластичность. Кроме того, никель широко применяется в производстве нержавеющих, жаропрочных, кислотостойких и других сталей и сплавов. Во многих случаях вместо чистого никеля — дорогого и дефицитного — может быть использован ферроникель, себестоимость производства которого (как и многих других ферросплавов) ниже, чем чистого металла.